# Pietro Generali
Pietro Generali (Masserano, Piemont, 23 d'octubre de 1773 - Novara, Piemont, 3 de novembre de 1832) fou un compositor d'òperes italià.
Precursor de Rossini, fou el primer a usar certes harmonies i modulacions, de les quals s'aprofità l'autor d'El barber de Sevilla. Va estudiar amb Giovanni Masi a Roma on el 1802 estrena la seva primera òpera. Entre 1817 i 1821 va dirigir el teatre de la Santa Creu de Barcelona, on estrenà Gusmano di Valor (1817) i La cecchina (1818).
En retornar a Itàlia trobà l'escena musical acaparada per Rossini; llavors tractà d'imitar l'estil d'aquest, però el públic només li'n prestà una mitjana atenció, ratllant a voltes amb la indiferència. El desgraciat èxit d'algunes de les seves òperes el decidiren a abandonar el teatre.
Més endavant va ser mestre de capella de la catedral de Novara a Itàlia. Però el 1827 tornà a la composició dramàtica, estrenant a Trieste la seva Francesca de Rimini, que fou refusada pel públic, el que el va moure a deixar el teatre definitivament.
Al Conservatori de Nàpols tingué per alumnes entre altres alumnes a Antonio Sapienza. Va escriure al voltant de 60 òperes, música religiosa, i la cantata Roma liberata.

## Les seves millors òperes
- Don Chisciotto,
- Chi non risica non rosica,
- La vedova stravagante,
- L'impostore,
- Rodrigo di València,
- La contessa di colle Erboso,
- Adelina, etc.